# 田口喜一郎
田口 喜一郎（たぐち きいちろう、1935年 - ）は、日本の医学者。医師。信州大学名誉教授。

## 来歴・人物
1935年 (昭和10年)長野県松本市生まれ。
1954年（昭和29年）長野県松本県ヶ丘高等学校を卒業、同年信州大学医学部医学研究科入学
。
1960年 (昭和35年)信州大学医学部医学研究科卒業 。
以降、信州大学助教授、教授。
1999年（平成11年）信州大学名誉教授。
現在、耳鼻咽喉科学の講義や講演のほか、独立行政法人 労働者健康安全機構 長野産業保健総合支援センターにて産業医の研修にも力を入れ、
病める人を病気だけを治すということではなく、東洋医学の思考過程を通して全人格的に観察し、精神面も含めて全身的な改善を計ることの必要性を説き、
中高年者の転倒、睡眠、男女の更年期障害 、メタボリック症候群、自律神経異常などの研究を行っている。

## 著書・共編著
- 1990年 『伝統医学の立場から メニエール病の漢方治療』 田口喜一郎 （現代東洋医学）
- 1986年 『〔難病の漢方治療〕漢方治療が著効を呈した難治性両側メニエール病の1例』 田口喜一郎 （現代東洋医学）
- 1989年 『〔難病・難症の漢方治療(第2集)〕難治性耳鳴に対する薬剤療法 漢方薬と西洋薬の単独および併用療法』 田口喜一郎 （現代東洋医学）
- 1988年 『〔難病・難症の漢方治療〕耳鳴治療における漢方薬の意義 西洋薬との併用療法において』 田口喜一郎 （現代東洋医学）